# Jur
La rivière Jur ou Djour (également la rivière Soueh ou Sue) (Nahr al-Jur) est une rivière de l'ouest du Soudan du Sud, qui traverse les régions du Bahr el-Ghazal et de l'Équatoria.
Longue d'environ 410 kilomètres en aval de la confluence des rivières Soueh et Busseri, la rivière Jur coule vers le nord puis le nord-est, rejoignant la rivière Bahr el-Ghazal au nord-ouest des zones humides du Sudd. La longueur exacte de la rivière ne peut pas être déterminée compte tenu d'un cours complexe avec un lit changeant ou se perdant dans les marais.
La rivière Jur fait partie du bassin du Nil, le Bahr el-Ghazal se jetant dans le Nil Blanc. 
Le cours supérieur de la rivière Jur est également appelé le Soueh (anglais : Sue River). Le Soueh est plus long que la Jur.
La longueur exacte du système Bahr el-Ghazal-Soueh-Jur n'est pas connue mais dépasse les 1 000 km, constituant le plus long affluent du Nil Blanc.

## Toponymie
La rivière s'appelle s'appelle Soueh (également Sue, Swe, Swue ou Souch) dans la partie supérieure, puis Jur dans la partie inférieure. L'étymologie n'est pas clairement établie.

## Description

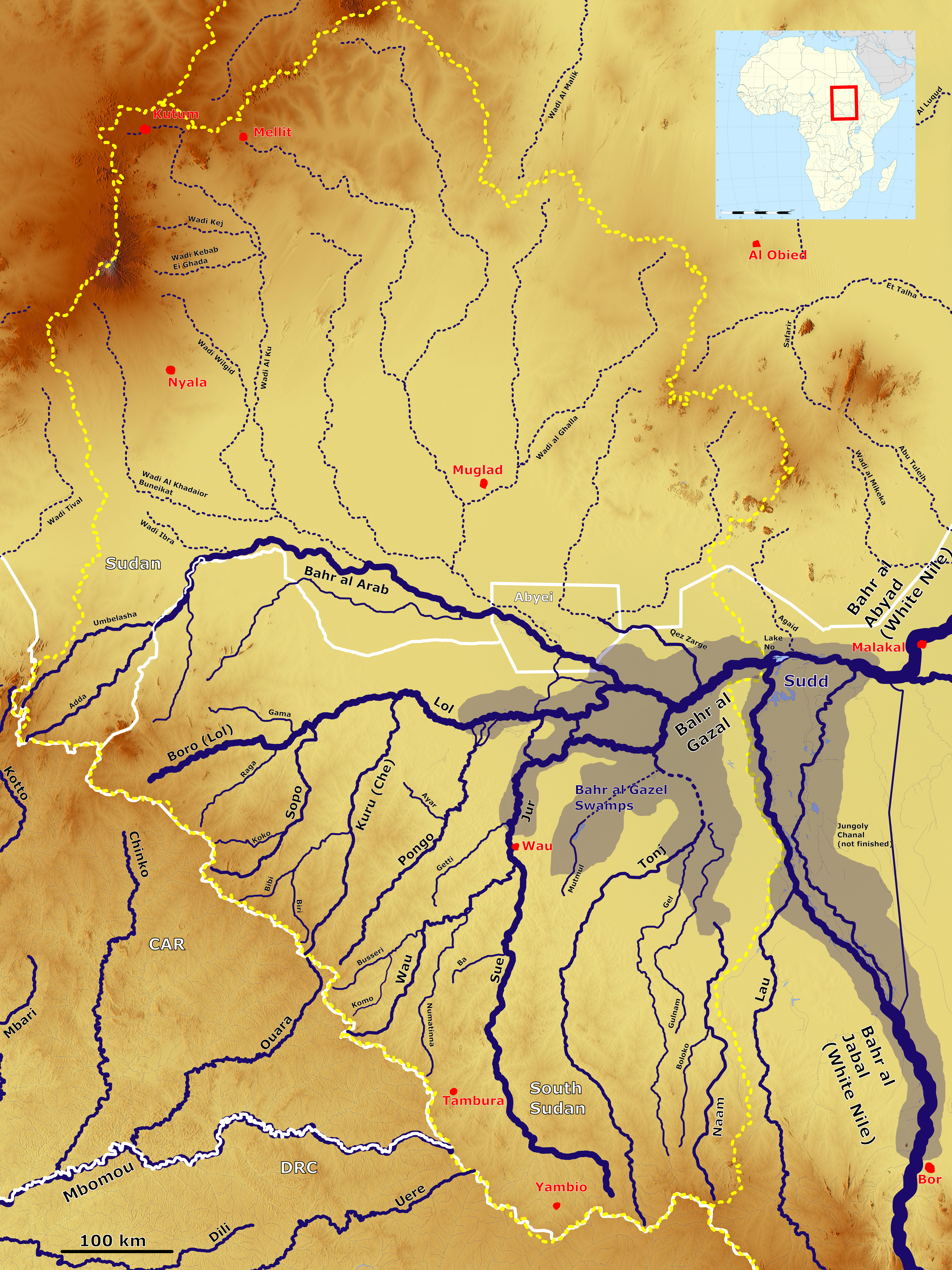
Le système fluvial du Bahr el-Ghazal avec la rivière Sue-Jur (au milieu).

Les sources de la Jur s'écoulent de la ligne de partage des eaux Congo-Nil qui sépare les bassins du Nil et du Congo, le long de la frontière du Soudan du Sud avec la République démocratique du Congo et la République centrafricaine. Les principaux affluents sont la rivière Soueh (elle-même parfois appelée Jur), la rivière Busseri, la rivière Wau (Ouaou) et la rivière Numatinna. L'orthographe et la signification précise de ces noms de rivières diffèrent selon les sources. Les affluents se rejoignent près de Wau, la capitale de l'État du Bahr el Ghazal occidental et deuxième ville la plus peuplée du pays.
La rivière Soueh, branche mère de la rivière Jur, prend sa source dans la montagne Baginzi au pied de collines rocheuses à la frontière de la République démocratique du Congo dans une zone très boisée proche de l'équateur (4° 29′ 28″ N, 28° 59′ 44″ E).
Le cours supérieur de la rivière Soueh est une vaste zone de prairies, savanes et terres arbustives tropicales et subtropicales inhabitée du parc national du Sud. La rivière Jur et ses affluents en tête de bassin sont des cours d'eau intermittents qui ne deviennent pérennes qu'après plusieurs dizaines de kilomètres. La rivière Soueh a un cours sinueux orienté vers le nord puis le nord-ouest. Elle est grossie d'un affluent notable (parfois considéré comme la source de la Jur) venu de la ligne de partage des eaux au sud (5° 03′ 32″ N, 28° 14′ 23″ E) et se dirige vers le nord. La rivière poursuit son cours calme dans la savane, coupée par des rapides (5° 48′ 48″ N, 27° 51′ 14″ E). La savane laisse place à la steppe dans la région de Wau.
La réunion en amont de Wau des rivières Soueh et Busseri (grossie de la rivière Wau) venue du sud-ouest (7° 40′ 45″ N, 28° 03′ 04″ E) forme la rivière Jur proprement dite. La rivière Soueh est plus longue et un peu plus importante que la rivière Busseri.

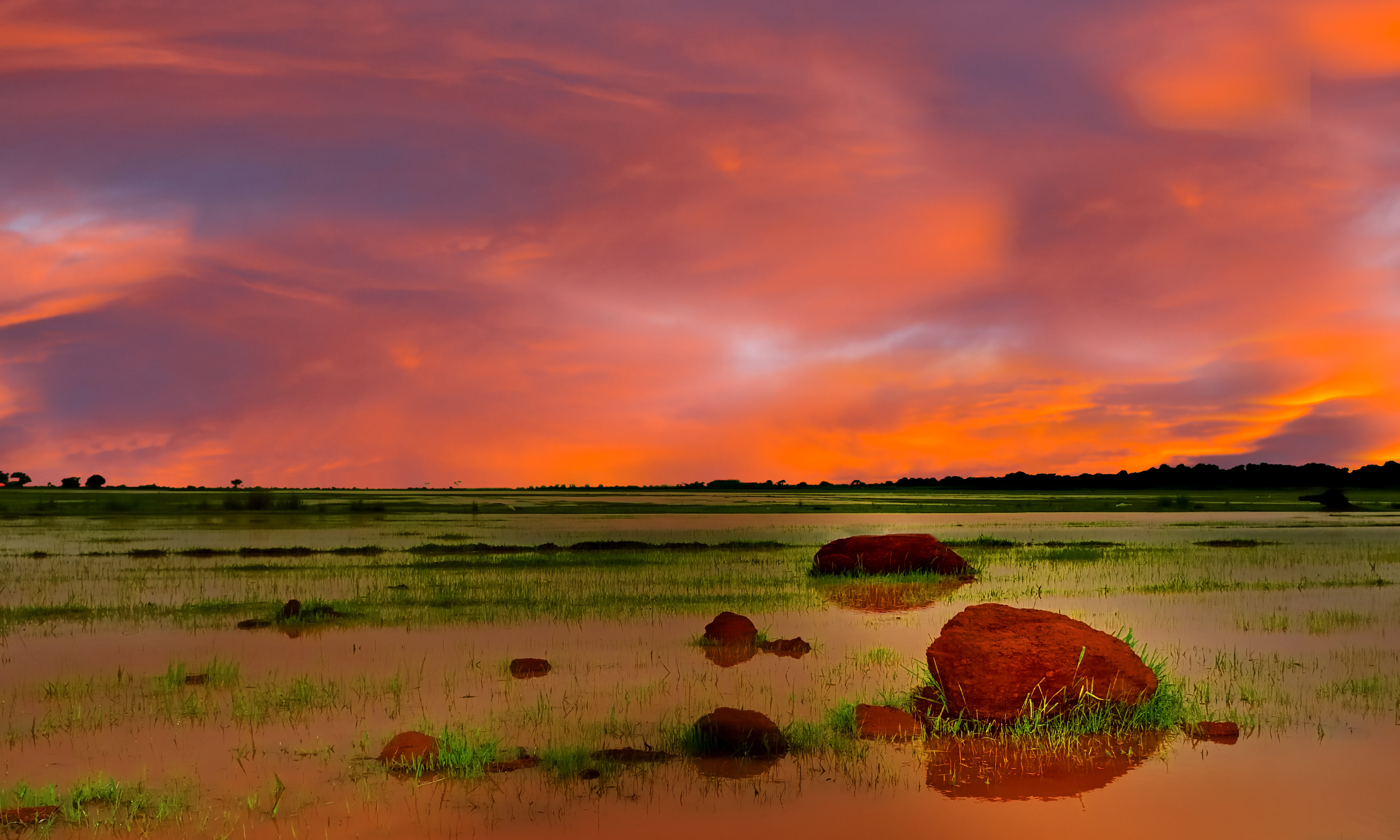
Zone humide de la rivière Jur dans la région de Wau.

En aval de Wau, la rivière Jur passe devant Kuajok puis au niveau de Gogrial tourne vers l'est (8° 31′ 15″ N, 28° 06′ 33″ E), entrant dans la vaste dépression marécageuse du Sudd (8° 46′ 10″ N, 28° 38′ 27″ E). La rivière se divise en de multiples branches en se fondant dans les marais avec un chenal principal actif, des chenaux secondaires et d'anciens chenaux.
Le chenal principal rejoint le lac Ambadi (en) (8° 40′ 05″ N, 29° 18′ 36″ E) à 389 mètres d'altitude. Ce lac orienté du sud au nord constitue le cœur d'une des plus vastes zones humides du monde. Il est alimenté par la rivière Tonj (rivière Ibba dans sa partie supérieure) arrosant Tonj et par d'autres rivières venant du sud et dont les sources les plus lointaines se situent sur la ligne de partage des eaux, mais également par des eaux venues du Nil Blanc au sud-est.
La rivière Jur sort du lac Ambadi au nord (8° 45′ 44″ N, 29° 22′ 08″ E) et poursuit sa route vers le nord avec un cours marécageux marqué par un lit de largeur variable quasiment entièrement recouvert de végétation.
Finalement la rivière s'oriente vers le nord-est puis l'est en recueillant en rive gauche le Bahr al-Arab venu du nord-ouest en amont de Wangkei (8° 31′ 15″ N, 28° 06′ 33″ E). La réunion des deux cours forme le Bahr el-Ghazal dont la Jur constitue la branche principale par son débit, parfois considérée comme sa branche supérieure avec le Bahr el-Arab pour affluent.
La rivière Jur est le plus important tributaire du bassin du Bahr el-Ghazal (645 000 km2) apportant environ 39% du flux annuel du Bahr el-Ghazal.
Le Bahr el-Ghazal se dirige vers l'est en rejoignant une vaste zone marécageuse également alimentée par des branches du Nil Blanc avant de rejoindre le lac No puis le cours principal du Nil Blanc au coude du fleuve du nord vers l'est (9° 30′ 47″ N, 30° 30′ 00″ E).
En raison de la nature des zones humides, il n'est pas toujours clair si une rivière se jette dans une autre ou se fond simplement dans les marais généraux du Sudd. Certaines sources citent la rivière Lol comme un affluent du Jur alors que d'autres ne le font pas, les deux systèmes étant désormais séparés au niveau de Gogrial.
Certaines sources affirment que le Jur rejoint le Bahr al-Arab et que la confluence marque le début du Bahr el-Ghazal, mais des sources plus récentes affirment que le Jur rejoint le Bahr el-Ghazal au lac Ambadi (8° 41′ 45″ N, 29° 18′ 16″ O) et que le Bahr el-Arab rejoint le Bahr el-Ghazal à une certaine distance en aval du lac Ambadi.
Selon l'auteur Mamdouh Shahin, les rivières Lol, Jur, Tonj, Bahr al-Arab et autres, sont tous des affluents du Bahr el-Ghazal, mais leurs canaux disparaissent dans les zones humides avant d'atteindre un débouché,,.

## Hydrométrie
Le débit de la rivière Jur a été mesuré pendant 82 ans (1904–1986) à la jauge de Wau en m³/s.
Pour des raisons techniques, il est temporairement impossible d'afficher le graphique qui aurait dû être présenté ici.

La rivière Jur est un cours d'eau saisonnier. Son débit peut atteindre 400 m3/s en septembre.

## Histoire
Parmi les groupes ethniques vivant dans le bassin de Jur figurent les Dinka et les Jurchol qui se nomment eux-mêmes Jo-luo. « Jur » est un mot Dinka pour « étranger » ou « non-Dinka ».
La rivière Jur a été explorée par John Petherick entre 1853 et 1865. En 1897-98, la rivière Jur a été soigneusement étudiée tout au long de son cours par le lieutenant Alfred Henri Dyé et d'autres membres de la mission française menée par Jean-Baptiste Marchand pendant la ruée vers l'Afrique, qui bâtit la localité de Fort-Desaix au confluent des rivières de l'Ouaou et du Soueh sur le site de la future Wau.